# Coscinaraea fossata
Coscinaraea fossata är en korallart som först beskrevs av James Dwight Dana 1846.  Coscinaraea fossata ingår i släktet Coscinaraea och familjen Siderastreidae. Inga underarter finns listade i Catalogue of Life.